# Вторжение Омейядов в Галлию
Вторже́ние Омейя́дов в Га́ллию проходило в два этапа — в 719 и 732 годах, и было продолжением арабского завоевания Испании. Изначальной целью походов Омейядов была Септимания — последний остаток вестготского королевства к северу от Пиренеев. Часть вестготской знати, бывших правителей Андалусии, осела в Септимании, из-за чего арабы рассматривали захват региона как способ обезопасить свои владения в Испании. После падения Нарбонны, столицы региона, в 720 году армии Омейядов повернули на север, против Аквитании. Их продвижение было остановлено в битве при Тулузе в 721 году, но арабы ещё некоторое время совершали набеги на Южную Галлию, в частности на Авиньон, Лион и Отён.
Крупная экспедиция Омейядов, направленная против Тура, была разбита в битве при Пуатье в 732 году. После 732 года франки утвердили своё господство в Аквитании и Бургундии. Несмотря на то, что мусульмане сохраняли контроль над Септиманией, их вторжения в долины Луары и Роны не увенчались успехом. К 759 году Омейяды, отягощённые необходимостью подавлять мятежи в Андалусии, потеряли Септиманию. Дальнейшее продвижение арабов на север было остановлено.

## Предыстория
В 714 году арабские войска под руководством Мусы ибн Нусайра и Тарика ибн Зияда завершили покорение бо́льшей части Пиренейского полуострова. Далее военные действия были прекращены по приказу халифа аль-Валида I и Мусу отозвали в столицу Омейядов, Дамаск. Перед тем как покинуть Испанию, Муса назначил своего сына Абдул-Азиза правителем Аль-Андалуса на время своего отсутствия и наказал ему продолжать завоевания. С Абдул-Азизом осталась армия отца и его полководцы, и он не задержался надолго в Севилье, продолжив наступательные действия. Абдул-Азиз выступил во главе армии на запад, пересёк реку Тахо около Лиссабона и разорил Коимбру. Затем он отправился в Мурсию на востоке и укрепил там власть мусульман, подчинив город правлению Омейядов. Далее Абдул-Азиз направил армию к Таррагоне на северо-востоке. Таким образом, операции по завоеванию всего Пиренейского полуострова были завершены во время правления Абдул-Азиза, и лишь несколько анклавов остались за пределами исламского господства. Вестготская страница в истории полуострова была перевёрнута.
После того, как арабы покорили Пиренейский полуостров и достигли предгорий Пиренеев, их лидеры задумались над тем, чтобы двинуться дальше, в земли франков, и обезопасить свои завоевания с севера. Кроме того, остатки вестготской знати нашли приют в регионе Септимания (в арабской топонимике — Систания), на юге Галлии, где они могли собирать силы для контрнаступления против арабов. Область оставалась вне контроля франков со времён Хлодвига (466—511), основателя Франкского королевства, который не смог присоединить её к своим владениям. В итоге Септимания была преимущественно вестготской и была известна как «страна готов» (лат. Gothia или Marca Gothica).
Муса ибн Нусайр осознавал важность захвата Септимании для обороны нового исламского государства с востока и севера и был полон решимости включить область в свои владения, сделав его буфером, отделяющим арабский мир от христианского. Однако его проект не осуществился, и он остановился в предгорьях Пиренеев, когда его отозвали в Дамаск.

## Вторжение

### Начало вторжения

Омейядские владения (зелёным) к 732 году, Септимания — область вокруг Каркассона

Попытки захватить Септиманию начались после занятия арабами Сарагосы, Таррагоны и Барселоны, когда Муса ибн Нусайр в 714 году прошёл на север за Пиренеи и разорил Каркассон и Нарбонну. Затем он вторгся в долину реки Роны и достиг Лиона. Арабы не стали атаковать город и отступили на юг, так как Муса был вызван к халифу в Дамаск.
В 717 году арабы во главе с правителем Аль-Андалуса ас-Сакафи провели новую разведывательную экспедицию в Септиманию, разорив окрестности Каркассона, Нарбонны и Нима, пройдя к берегам реки Гаронны. Однако ас-Сакафи был вынужден свернуть поход с началом беспорядков в Кордове, а позже новый халиф Умар ибн Абдул-Азиз отправил его в опалу и назначил на его место Ас-Самха аль-Хавлани, с прибытием которого на полуостров в 719 году фактически началось полноценное вторжение арабов в Галлию.
Ас-Самх аль-Хавлани, будучи опытным военачальником, немедленно приступил к подготовке вторжения. Целью кампании стала столица Септимании — Нарбонна (Арбуна), с её уникальным стратегическим расположением на побережье Средиземного моря: контроль над городом позволял обустроить военно-морскую базу и перевозить припасы морем, а не через опасные горные хребты Пиренеев. Нарбонна также могла стать плацдармом для операций в направлении Бургундии и Лангедока, покорение которых позволило бы распространить ислам по всей южной Галлии. Наконец, климат региона подходил для мусульман, так как он напоминает климат Северной Африки и Андалусии.
Аль-Хавлани собрал армию в Барселоне, пересёк Пиренеи со стороны Руссильона и вступил в Септиманию. Осада Нарбонны длилась 28 дней. Город пал, аль-Хавлани укрепил его, оставил гарнизон и сделал базой для покорения остальной части Септимании. В последующие недели арабы заняли всю область, включая Каркассон.

### Битва при Тулузе
Ас-Самх аль-Хавлани продолжил вторжение в Южную Галлию, двинувшись на северо-запад, в сторону Тулузы, бывшей вестготской столицы. Тулуза находилась под властью герцога Аквитании Эда Великого, который был противником майордома франков Карла Мартелла. После открытого конфликта с Мартеллом Эд фактически обособился и расширил свои владения в Южной Галлии за счёт местных магнатов, погрязших в спорах между собой. Эд внимательно следил за положением дел в Септимании ещё до арабского вторжения, рассчитывая взять регион под свой контроль.
Войска аль-Хавлани прибыли к стенам Тулузы раньше отрядов герцога Эда. Мусульмане начали осаду города и обстрел укреплений из камнемётных машин. Город уже был готов пасть, когда прибыла армия аквитанцев. Некоторые арабские источники указывали, что армия франков герцога Эда была настолько большой, что пыль, поднимаемая ногами солдат, закрывала дневной свет. 9 июня 721 года в ожесточённой битве аквитанцы разгромили арабские войска, аль-Хавлани был убит ударом копья в самый её разгар. Остатки арабской армии были рассеяны. Часть из них смог собрать один из офицеров аль-Хавлани, Абду-р-Рахман аль-Гафики, и отступить в Нарбонну. В результате этого поражения мусульмане потеряли некоторые города, в частности Каркассон. В сражении пали многие опытные мусульманские офицеры, участвовавшие в предыдущих завоеваниях.

### Исламское вторжение вглубь Галлии
Аль-Гафики несколько месяцев временно управлял Аль-Андалусом, пока не прибыл новый губернатор, родственник губернатора Ифрикии Бишра ибн Сафвана аль-Кальби, Анбаса ибн Сухайм аль-Кальби. Потратив четыре года на организацию государственных дел и решение внутренних проблем, аль-Кальби возобновил вторжение в Южную Галлию в 723 году. 
В следующем году войска аль-Кальби вновь осадили Каркассон. Гарнизон добился почётной сдачи: арабам выдали пленников, содержавшихся в цитадели, кроме того, горожане поклялись участвовать вместе с мусульманами в войне против их врагов бок о бок и предоставить им военный контингент. «Хроника Муассака» добавляет, что аль-Кальби также взял Ним и разорил несколько монастырей: монахам едва удалось уйти, унеся с собой религиозные реликвии и артефакты и разбив церковные колокола из опасений, что мусульмане могут увезти их с собой. 
Аль-Кальби продолжил вторжение во главе армии мусульман на север, в долину Роны, напав на Бургундию, пока не достиг города Отен, который был сожжён и разграблен. В этот момент герцог Эд начал переговоры с арабами, опасаясь оказаться в тисках между ними и Карлом Мартеллом.
Замирение с Эдом позволило мусульманам беспрепятственно продолжить продвижение по долине Роны. Дойдя до Лиона, столицы Бургундии, исламская армия разделилась на две части: первая атаковала Шалон и Дижон, а вторая снова направилась в сторону Отена. Далее мусульмане достигли города Санса, в 120 километрах к югу от Парижа. Они продолжили продвижение, пока не остановились в 30 километрах от франкской столицы. Вероятно, сопротивление, встреченное мусульманами в Сансе, во главе с епископом Эппоном, а также бесперспективность атаки истощённого арабского войска на укреплённый Париж, заставило аль-Кальби остановиться и вернуться на юг.
Поход, с одной стороны, дал арабом богатую добычу и повысил уверенность в своих силах — их армия прошла в самое сердце Западной Европы, с другой — не привёл к существенным геополитическим последствиям, так как арабы не оставляли гарнизонов в покорённых городах и не претендовали, таким образом на контроль над этими территориями. Фактически этот поход оказался проверкой обороноспособности противника и восстановлением реноме после поражения под Тулузой.
Тем не менее, франки осознали угрозу, исходившую от аль-Кальби — когда он закончил поход и покинул Септиманию, на пути в Кордову арабский полководец попал во франкскую засаду, был тяжело ранен в бою и умер в декабре 725 года.

### Вторжения 725—731 годов
Со смертью аль-Кальби Аль-Андалус стал ареной новых беспорядков, которые привели к смене ряда губернаторов в течение короткого периода времени, в дополнение к восстанию некоторых эмиров, в частности лидера берберов Мунузы, зятя герцога Эда. Мунуза был недоволен притеснениями берберов со стороны арабов, кроме того, как считается, герцог Эд усилил ненависть Мунузы к арабам, рассчитывая сделать зятя «щитом» от исламских ударов.
В указанный период мусульмане отправили во все города Септимании военные гарнизоны, чтобы защитить их и собирать налоги. Герцог Эд не угрожал их владениям, участвуя в подавлении мятежей в Нормандии. 

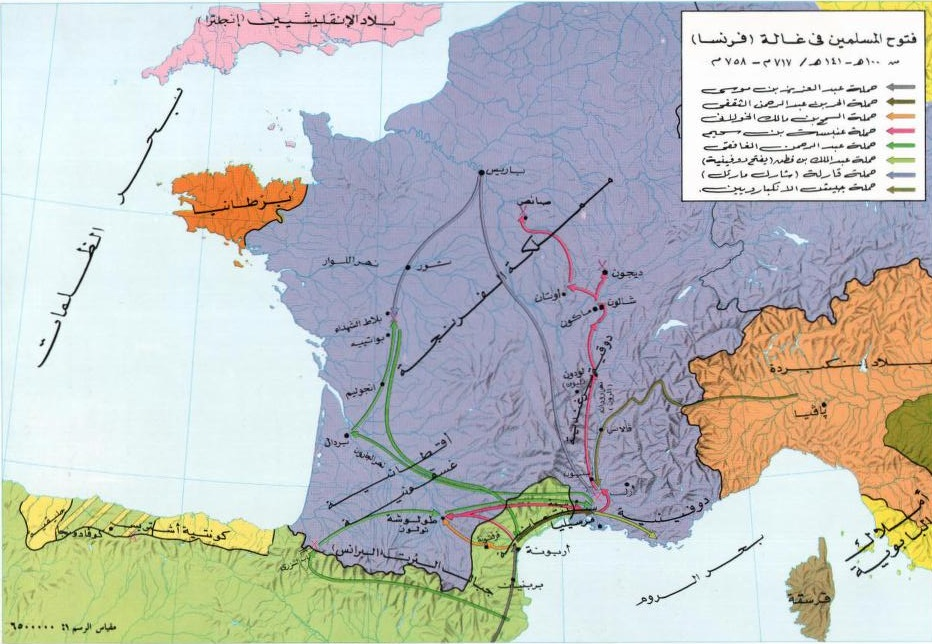
Карта мусульманских походов в Галлии

В 730 году халиф назначил правителем Аль-Андалуса Абду-р-Рахмана аль-Гафики, на этот раз на постоянной основе. Аль-Гафики обладал воинскими талантами, провёл большую часть своей жизни в походах и был одержим идеей продвижения арабов на север от Септимании. Аль-Гафики первоначально должен был умерить амбиции герцога Эда и подавить беспорядки. В отношении Эда он убедился, что для него мир с арабами — это способ предотвратить опасность с юга, пока не удастся достичь компромисса с Карлом Мартеллом. Брачный союз герцога с Мунузой также не убедил аль-Гафики в лояльности аквитанского лидера. Перед атакой на Эда аль-Гафики организовал подавление восстания Мунузы, лишив герцога союзника: Мунуза был осаждён и убит в 731 году. Пиренеи, таким образом, вновь оказались открыты для продвижения исламских армий.

### Кампания аль-Гафики
Гибель Мунузы поставила герцога Эда в тяжёлое положение. Не имея сил противостоять арабам, он начал переговоры с Карлом Мартеллом, лангобардами и некоторыми правителями Северной Европы, чтобы скоординировать усилия против нового исламского вторжения. Действительно, поход аль-Кальби, который глубоко проник во владения франков, поднял вопрос необходимости единства христиан в противостоянии мусульманам. Карл Мартелл осознавал, что контроль мусульманами Септимании угрожает Франкскому королевству, и пришёл к выводу, что следует действовать. Лидер франков мобилизовал силы, собрал оружие, припасы и заключил соглашение с герцогом Эдом о совместных действиях.
Арабские силы в регионе насчитывали, по некоторым данным, 70—100 тысяч воинов. Это была самая крупная исламская армия, которая до того времени действовала в Испании и Галлии. Тарик ибн Зияд командовал 7-тысячным войском, а Муса ибн Нусайр армией в 18 000 человек — этих сил хватило для покорения всего Пиренейского полуострова.
В 732 году аль-Гафики вторгся в Септиманию. Узнав об этом, герцог Эд решил действовать на упреждение и двинул свои войска в Южную Галлию. В ответ аль-Гафики изменил маршрут и, пройдя на запад по предгорьям Пиренеев, вышел в Аквитанию с юга. Далее он повернул на восток, обошёл аквитанцев, вернул контроль над взбунтовавшимся Арлем и двинулся на запад, к Бордо. Город пал, не оказав существенного сопротивления, после чего арабы переправились через Гаронну. В последовавшей битве на Гаронне герцог Эд был разбит, герцогство Аквитания оказалось на грани катастрофы. Арабы начали стремительно продвигаться на северо-восток, к Парижу, захватывая города на своём пути. Далее мусульмане проникли в Бургундию, захватили Лион и Безансон, и вышли к Сансу. Затем аль-Гафики повернул обратно на запад, к берегам Луары, чтобы очистить этот район, прежде чем напасть на Париж. Арабы осадили Тур, вскоре захватили его и взяли много добычи.

### После битвы на реке Гаронна
Некоторые историки утверждают, что аль-Гафики не думал продвигаться дальше, а скорее намеревался укреплять захваченные города, так как сил для захвата новых у него не было. В его армии к тому времени осталось только 10—30 тысяч воинов. Что касается герцога Эда, то, потеряв свои земли, он обратился за помощью к Карлу Мартеллу, и тот ответил на его призыв, несмотря на их взаимную ненависть. В то время Карл Мартелл пытался объединить галльские владения, и подчинить на северо-востоке саксов и фризов, а просьба Эда могла гарантировать ему вассалитет Аквитании и присоединение огромных территорий на юго-западе. Карл Мартелл знал об угрозе арабов его столице, но не хотел вступать в конфликт с ними, возможно, посчитав их кампанию разведкой. Альянс Карла Мартелла и герцога Эда стал неожиданностью для аль-Гафики, рассчитывавшего разгромить своих противников поодиночке. В этот период мусульмане уже сильно удалились от баз снабжения и были вымотаны.
Тем не менее, после захвата Тура аль-Гафики продолжил наступление, пока не вошёл в город Пуатье, развернув свои силы на плодородной равнине между ним и Туром, расположенным на левом берегу реки Луары. Здесь он начал получать сообщения о концентрации франкских отрядов — Карл Мартелл перебросил сюда закалённых солдат с восточных границ, которым предстояло сразиться с армией мусульман.

### Битва при Пуатье
Обе стороны готовились сражаться до победного конца. Франки никогда не подвергались такой опасности, как нынешняя, поэтому они считали грядущую битву битвой за сохранение своей религии, жизней, собственности.
Каждая из двух армий наблюдала друг за другом восемь дней, и после нескольких стычек началось сражение. Первую атаку начали мусульмане, в конном строю попытавшись взломать франкские ряды. Атака захлебнулась, и франки начали свой прорыв, который арабам удавалось сдерживать два дня. К концу второго дня показалось, что исход битвы клонится к победе мусульман, но на четвёртый день герцог Эд провёл неожиданный рейд по тылам арабов, где находилась награбленная добыча. Это заставило аль-Гафики двинуть часть сил в тыл, что привело к дезорганизации всей армии. Франки начали общее наступление, и арабские войска побежали. Аль-Гафики пытался остановить своих солдат, но был убит стрелой, что ознаменовало разгром мусульманских сил. Боевые действия продолжались в течение ещё шести дней, после чего остатки мусульманской армии отступили, благодаря военной хитрости: они оставили зажжённые огни в лагере, а сами ночью выдвинулись на юг, в Септиманию. Франки не преследовали противника, опасаясь засады или, возможно, посчитав, что остатки мусульманской армии уже не представляют угрозы.

### Последующие события
Битва при Пуатье оказала резонансное воздействие на западноевропейские королевства. Христианские историки считают, что эта победа положила конец исламскому продвижению в Европу, победа же мусульман привела бы к распространению ислама по всему континенту. Карл Мартелл стал героем всего христианского мира.
Не меньший эффект был достигнут в правящих кругах Дамаска и Кайруана: халиф поспешил назначить преемником аль-Гафики Юсуфа ибн Абд ар-Рахман аль-Фихри, приказав ему восстановить исламское присутствие в Южной Галлии и сохранять его. Аль-Фихри начал с постройки ряда крепостей в пограничных районах и обустройства баз для вторжения на территории франков и защиты мусульманских районов, а также отслеживания передвижений противника. Мавронт, губернатор Марселя, присоединился к мусульманам, поскольку ненавидел Карла Мартелла и хотел независимости Прованса. Завершив строительство укреплений и убедившись в безопасности северных районов Пиренеев, аль-Фихри перешёл к восстановлению контроля над землями, утраченными после битвы при Пуатье, и восстановлению исламского присутствия в районах Южной Галлии.
В 734 году мусульмане продолжили свои завоевания в Галлии — они атаковали Арль, а затем Сен-Реми и Авиньон, воспользовавшись отвлечённостью Карла Мартелла на подавление мятежей саксов и фризов на севере. Мусульмане проникли на территорию Дофинэ и захватили Валанс, Вьен и вновь Лион, вторглись в Бургундию. В этот момент Карл Мартелл закончил подавлять мятежи на севере и вновь обратился к решению мусульманской проблемы: он отправил своего брата Хильдебранда I во главе огромной армии на юг. В 737 году франки атаковали Авиньон и захватили его, после чего осадили Нарбонну, но безуспешно.
Новый губернатор Аль-Андалуса Укба ибн аль-Хаджадж ас-Салули послал армию, чтобы спасти Нарбонну. Когда арабские суда вошли в устье реки Берры, они были атакованы франками, которые гнали их по берегу обратно к кораблям. Лишь немногим удалось спастись и вернуться в мусульманские земли. Однако восстание Мавронта в Марселе и смерть Теодориха IV, короля франков, вынудили Карла Мартелла снять осаду Нарбонны.
Весной 738 года ас-Салули во главе большой армии вновь захватил Арль и достиг границ Королевства лангобардов, поэтому Карл Мартелл вновь направил Хильдебранда I сражаться с мусульманами, попросив также помощи у лангобардского короля Лиутпранда. Используя три армии, союзники атаковали позиции мусульман в 739 году и захватили большую часть Септимании. 
Ситуация оставалась стабильной в течение многих лет, обе стороны были озабочены своими внутренними делами. После берберского мятежа в Африке в 740 году ас-Салули восстал против власти халифа в Дамаске, что привело к междоусобной войне. С другой стороны, Карл Мартелл умер, и франки были обеспокоены борьбой его сыновей, пока она не разрешилось в пользу Пипина Короткого.

### Мусульмане покидают Септиманию

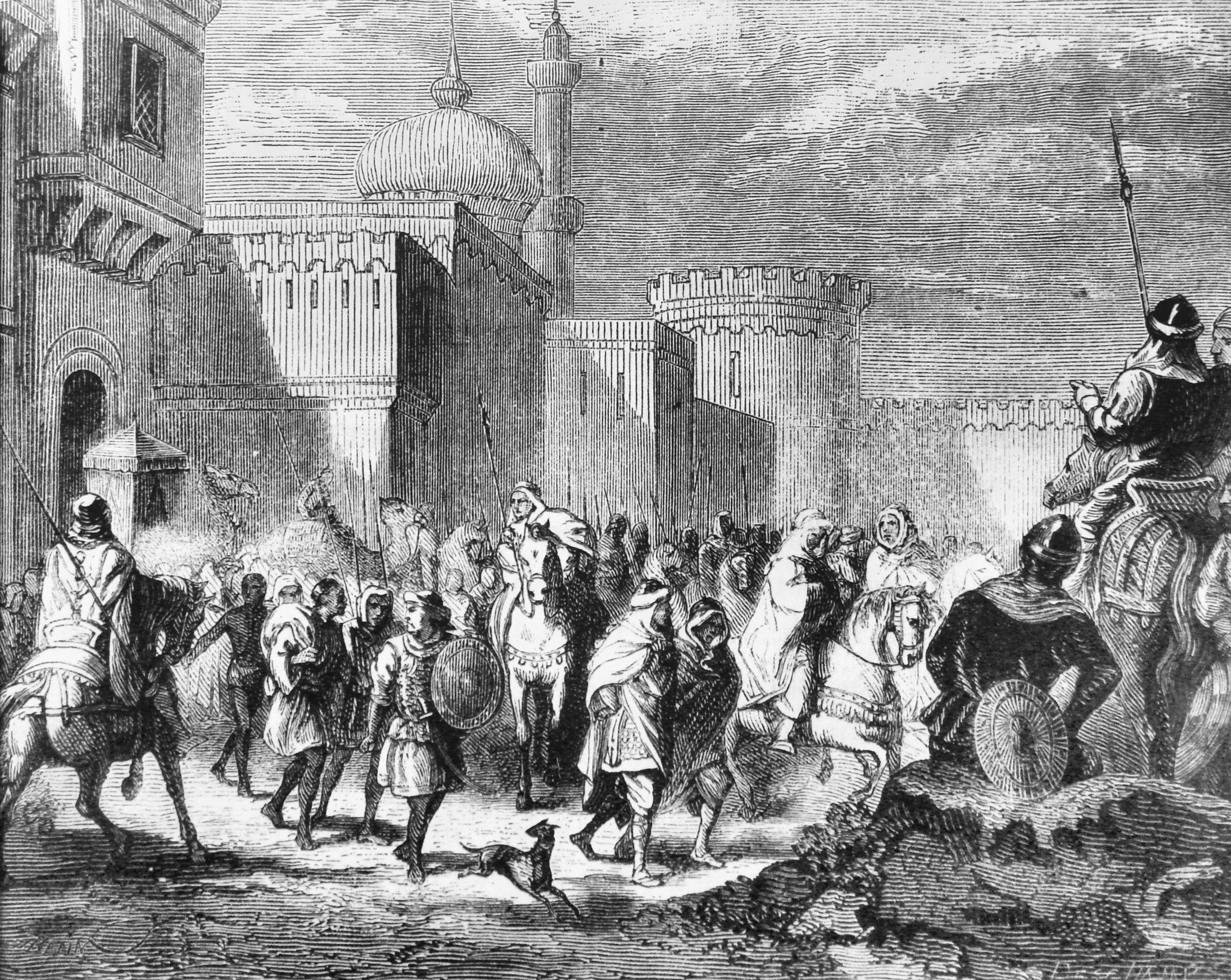
Арабские войска покидают Нарбонну в 759 году

Перед смертью Карл Мартелл воспользовался смертью герцога Эда в 735 году и добился вассальной клятвы от его наследника Гунальда I, которая приблизила франков к Септимании, так как теперь их земли окружали приморский регион.
Мусульманские владения к северу от Пиренеев вступили в критическую стадию, когда внутренняя борьба в Аль-Андалусе усилилась, а вестготы в Септимании реорганизовали свои силы, пытаясь вернуть себе контроль над регионом. В этой борьбе они заключили союз с Пипином Коротким. В 752 году Пипин атаковал города Септимании, захваченные мусульманами, после того как они почти утратили связь с Аль-Андалусом из-за внутренних беспорядков там. В том же году Пипин осадил Нарбонну и после 7 лет осады горожане открыли ворота перед войсками франков. 40-летнее исламское господство в Септимании завершилось, мусульманское население покинуло город и отправилось в Аль-Андалус.